# Яков бен Ашер
Яков бен Ашер(івр. יעקב בן אשר, (1269—1343), Бааль га-Турім — німецько-іспанський рабин, автор монументальної праці з єврейського закону «Арбаа турім»,  що ліг в основу збірки законів «Шульхан арух».

## Біографія
Народився в Німеччині у родині Ашера бен Іхіеля. Був його третім сином. Разом з батьком втік з Німеччини і оселився в Іспанії у Толедо 1304 року. Після смерті батька почав роботу над книгою, яка повинна була стати компіляцією коментарів Талмуду попередніх мудреців з питань Галахи. 
Праця «Арбаа Турім» має на 4 розділи:
1. «Орах хаїм» — закони повсякденного життя, свята
2. «Хошен мішпат» — майнові спори та їх вирішення,
3. «Йоре деа» — заборонені види їжі і змішування їжі
4. «Евен га-езер» — закони сім'ї та шлюбу.

На відміну від монументальної роботи Маймоніда «Мішне Тора», «Арбаа турім» не розглядає заповіді, пов'язані з існуванням Храму.
Рабі Яковом були складені також коментарі до Тори, засновані в основному гематрії.
В кінці життя рав Яков покинув Толедо, дехто вважає, що з метою виїхати до Ерец-Ісраель. За традицією вважається, що його могила знаходиться в Греції.